# Monkey Punch
Monkey Punch (japonès: モンキー・パンチ)  (Hamanaka, 26 de maig de 1937 - Sakura, 11 d'abril de 2019) pseudònim de Kazuhiko Katō fou un autor de còmics japonés, creador de la sèrie Lupin III.

## Biografia
Nascut a Hamanaka, un poblet de pescadors de l'illa d'Hokkaido, Katō dibuixava des de menut i, durant l'educació secundària, feu pàgines de manga per a la publicació de l'institut; en acabant es traslladà a Tòquio, on assistí a classes d'electrònica i treballava a temps parcial en una botiga de lloguer de còmics mentre dibuixava les primeres pàgines de manga.
Després de fer historietes en diversos dōjinshi sense pretensió de profesionalitzar-se, el contractà l'editor de la revista Weekly Manga Action, on publicà les primeres minisèries amb el seu nom de naiximent (grafiat 加東一彦 per compte de 加藤一彦) o el d'Eiji Gamuta: Playboy School i Cinderella Boy; el 10 d'agost de 1967 publicà la seua primera obra com a Monkey Punch, Lupin III, l'estrena del qual aparegué en la portada de la Weekly Manga Action.
Amant de l'anime i promotor de l'animació digital, Kazuhiko estudià animació multimèdia en la dècada del 2000 i fon professor associat de la Universitat de Nishinomiya.
L'any 2006 assistí al XII Saló del Manga a La Farga (l'Hospitalet de Llobregat).